# Airspeed Oxford

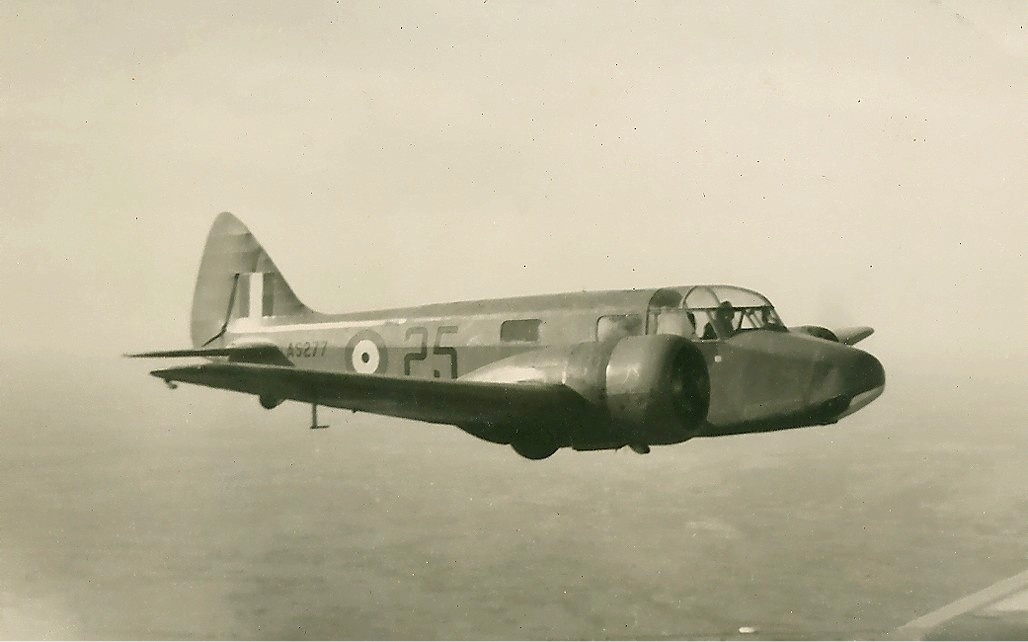
Een Oxford II

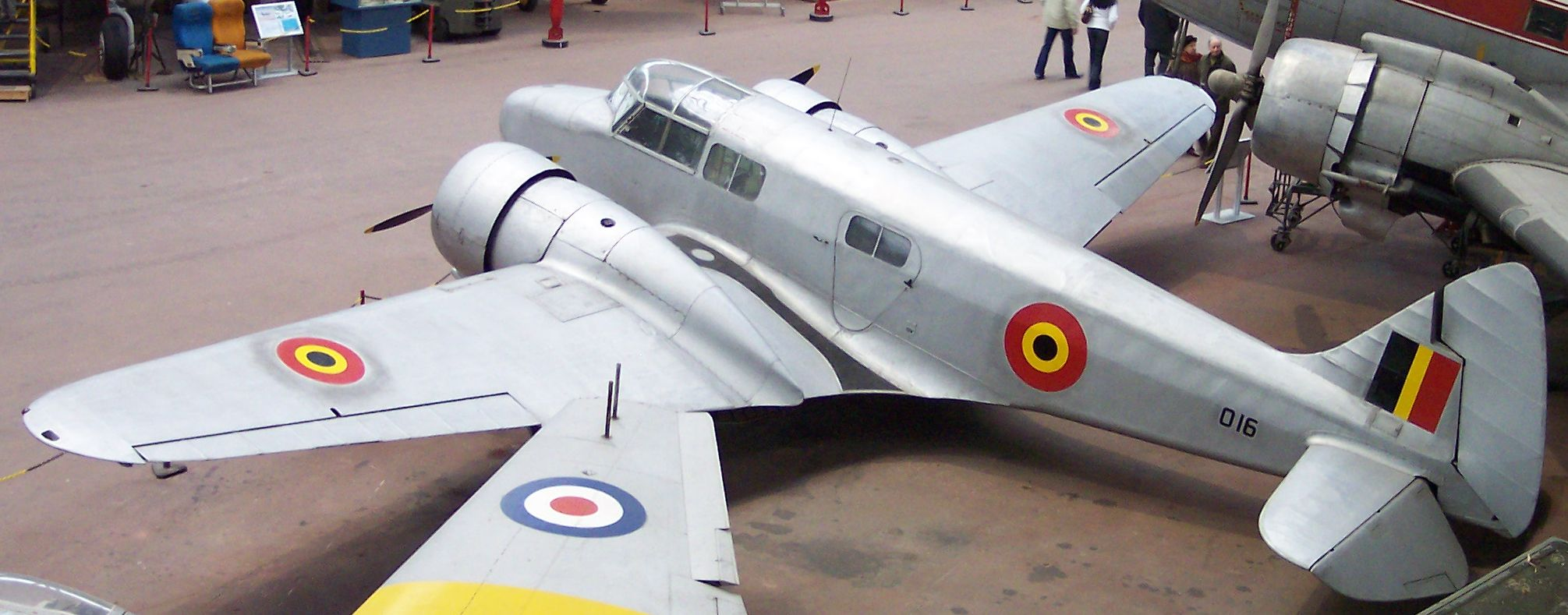
Belgische Oxford in het luchtvaartmuseum in Brussel.

De Airspeed AS.10 Oxford was een tweemotorig lesvliegtuig gebouwd door de Engelse vliegtuigbouwer Airspeed Ltd., een maatschappij die in 1931 mede opgericht was door Nevil Shute Norway. Het werd door de RAF in grote aantallen besteld in het kader van het expansieprogramma in de jaren voorafgaand aan de Tweede Wereldoorlog. In totaal werden er voor en tijdens de oorlog 8.586 Oxfords gebouwd, niet alleen door Airspeed in Portsmouth, maar ook door De Havilland, Percival en Standard Motor Company.
De eendekker was een veelzijdig toestel, waarmee complete bemanningen van RAF-bommenwerpers konden opgeleid worden. Het was geschikt voor de training van piloten (inclusief blindvliegen en nachtvliegen), boordschutters (in de eerste versie Oxford I), radio-operatoren, navigatoren en bommenrichters. Voor deze laatsten was onderaan in de neus een Perspexpaneel voorzien. Het toestel kon zestien oefenbommen van 5 kg vervoeren. Achter de piloten was een cabine met radio- of navigatieapparatuur. De Oxford kon ook als verbindingsvliegtuig gebruikt worden of als vliegende ambulance.
De eerste vlucht van een Oxford vond plaats op 19 juni 1937. De RAF nam het toestel in november 1937 in  dienst. Er zijn 8.586 Oxfords gebouwd. Tijdens de oorlog werden ze intensief gebruikt door de RAF en andere geallieerde luchtmachten. Na de oorlog werden ze nog jaren gebruikt als verbindingsvliegtuig. De RAF leverde ook vele exemplaren aan buitenlandse luchtmachten,  waaronder die van België (30) en Nederland (31 voor de luchtmacht en 3 voor de marine).

## Versies
- Oxford I: de eerste versie. Deze had een intrekbare, manueel bediende geschutskoepel voor de training van boordschutters.
- Oxford II: deze had geen geschutskoepel meer, omdat de gemotoriseerde koepels deze overbodig maakten.
- Oxford III: versie met twee Cheetah XV-motoren met 425 pk (315 kW) , gebruikt voor navigatie- en radiotraining.
- Oxford IV: niet-officiële benaming voor een enkel exemplaar uitgerust met experimentele de Havilland Gipsy Queen IV-motoren.
- Oxford T.II: 9 gebouwd, waarvan 8 omgebouwde Oxford I's waren.
- AS.40: civiele versie voor radio-onderzoek, 2 gebouwd.
- AS.41: omgebouwd exemplaar gebruikt door Miles Aircraft voor het testen van de Alvis Leonides-motor.
- AS.42: Oxford I  omgebouwd voor gebruik door Nieuw-Zeeland.
- AS.43: variant van de AS.42 voor luchtfotografie.
- AS.46 Oxford V: zoals de Oxford II, maar met Pratt & Whitney R-985 Wasp Junior-motoren van 450 pK (335 kW). Veel Mk I en Mk II Oxfords werden naar deze versie omgebouwd.
- AS.65 Consul: dit was een licht transportvliegtuig voor civiel gebruik. Meer dan 150 ex-RAF Oxfords werden na de oorlog omgebouwd tot Consuls.

## Specificaties[1]
Voor de Oxford I:

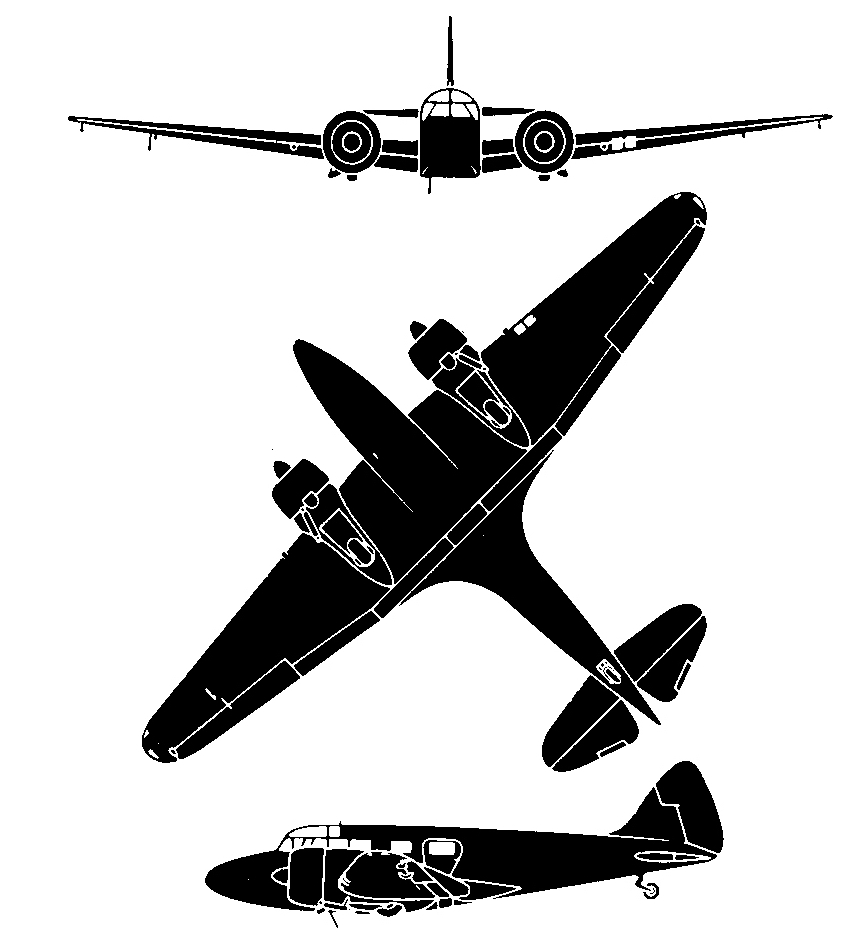
Airspeed Oxford

- Motoren: twee Armstrong Siddeley Cheetah X motoren, maximumvermogen 350 pK (261 kW)
- Spanwijdte: 16,26m
- Lengte: 10,52 m
- Hoogte: 3,38 m
- Maximum klimsnelheid op zeeniveau: 6,8 m/s
- Maximumsnelheid op zeeniveau: 271 km/h
- Maximumsnelheid op 2.400 m: 309 km/h
- Kruissnelheid: 267 km/h
- Plafond: 7.180 m
- Vliegduur: 5,5 uur
- Leeggewicht: 2419 kg
- Nuttige lading (inclusief brandstof): 990 kg
- Maximum gewicht: 3409 kg
- Bemanning: 2 of 3 (voor navigatietraining)
- bewapening: een Vickers K-machinegeweer van 7.7 mm in een rugkoepel; 16 bommen van 5 kg